# CBC TV 8
Caribbean Broadcasting Corporation TV 8 (CBC TV 8) ist ein staatlicher Rundfunksender auf Barbados, der von der Regierung von Barbados betrieben wird.
Der Sender wurde 1963 gegründet und ging 1964 auf Sendung. Der Sender betreibt drei Radio- und einen Fernsehkanal sowie einen Pay-TV-Kanal MCTV. Die Studios von CBC TV 8 befinden sich in Saint Michael.